# Нижний Сеснур
Нижний Сеснур (мар. Руш Сеснур) — опустевшая деревня в Куженерском районе Республики Марий Эл. Входит в состав Юледурского сельского поселения.

## География
Находится в северо-восточной части республики Марий Эл на расстоянии приблизительно 24 км на восток от районного центра посёлка Куженер.

## История
Известна с 1859 года, когда деревня Нижний Сеснур была казённым починком, который состоял из 14 дворов, в нём проживало 88 человек. В 1874 году починок состоял из 37 дворов с количеством населения 299 человек, русских. В 2005 году в деревне оставалось всего 3 хозяйства. В советское время работали колхозы «Восход» и «Рассвет».

## Население
Население составляло 10 человек (русские 70 %, мари 30 %) в 2002 году, 0 в 2010.

## Уроженцы
- Горинов Никифор Алексеевич (1898—1974) — советский военный деятель. Участник четырёх войн: Первой мировой, Гражданской, советско-финляндской и Великой Отечественной. Полковник (1945). Кавалер ордена Ленина (1945). Член ВКП(б).
- Липатников Аркадий Васильевич (1925—2012) — советский и российский юрист, прокурор. Заслуженный юрист РСФСР (1978). Участник Великой Отечественной войны. Член КПСС с 1967 года.